# Volosko
Volosko je manje ribarsko i turističko mjesto na Kvarneru, udaljeno oko 2 kilometra sjeverno od središta Opatije. Ime naselja potječe od imena slavenskog boga Velesa (mitologija).

## Povijest
Bio je najnaseljeniji kraj Opatijštine, što je pogodovalo razvoju njegovih primorskih funkcija.
Prvi puta spominje se još 1543., a u prošlosti je primao brodove svih veličina i imao ulogu luke grada Kastva. Godine 1860. se politički i crkveno odvaja od grada Kastva i postaje samostalna općina sve do 1932. kada postaje dio grada Opatije.

## Poznate osobe
- Andrija Mohorovičić, hrv. seizmolog, (1857. – 1936.)

- Ivan Fiamin, hrv. svećenik i književnik (1833. – 1890.)
- Rikard Katalinić Jeretov, hrv. pjesnik, (1869. – 1954.)
- Jože Gregorčič, narodni heroj (1903. – 1942.)

## Spomenici i znamenitosti

### Umjetničke instalacije "Lautus" i "1857"[3]
U Vološćanskom zaljevu, ispod mora na dubini od 15 m nalazi se trajna podmorska site-specific umjetnička instalacija „Lautus“ (lat. čistač), mlade opatijske umjetnice Nike Laginje, koju čine mahovnjaci, školjkaši, spužve i ostali organizmi koji djeluju kao čistači mora i kroz godine rastu. Osim što doprinosi obnavljanju bioraznolikosti podmorja, ova kamena instalacija također pronosi poruku o angažmanu pojedinca i preuzimanju odgovornosti za svijet u kojemu živimo. 
Kao odgovor na podmorski projekt Laginje, na samom početku Lungomare šetnice svoj je trajni dom našla minimalistička također „site-specific“ instalacija "1857" češkog umjetnika Jiříja Kovande. Nadahnut lokalnom prirodom i njezinom poviješću, Kovanda svoj rad smješta u blizini rodne kuće Andrije Mohorovičića, ukazujući na rasprostranjenost danas ugrožene morske prirodne vrste - Jadranskog bračića u godini rođenja ovog istaknutog znanstvenika.

## Sport
Akvatorij Preluka je prirodno zaštićeni zaljev u blizini Voloskog i Opatije. Jedno je od rijetkih mjesta za windsurfing, gdje uz stabilne vremenske prilike jutarnji termički vjetar tramontana dostiže velike brzine. Najbolje vrijeme za surfanje stoga je rano ujutro. Tramontana koja puše sa sjevera počinje puhati u kasnim večernjim satima i traje do jutra. Surfanje u Preluki obično započinje oko 5 ujutro i najčešće potraje do 7 sati. Najbolji uvjeti za surfanje su početkom jeseni. Volosko Open je windsurfing regata koja se održava više od 15 godina.